# 田川入村
田川入村（たがわいりむら）は、かつて新潟県北魚沼郡にあった村。

## 沿革
- 1889年（明治22年）4月1日 - 町村制施行に伴い北魚沼郡原村、吉水村、魚野地村、明神村が合併し、田川入村が発足。
- 1926年（大正15年）4月1日 - 北魚沼郡堀之内村と合併し、堀之内村を新設して消滅。